# مدرسة شيان الدولية
مدرسة شيان الدولية هي مدرسة دولية خاصة تقع في شيان، الصين.

## الروابط الخارجية
1. ↑  "Contact Us." Xi'an International School. Retrieved on April 27, 2015. "Yan Ta Qu Zi Wu Da Dao Bei Duan #5 Xi'an, Shaanxi 710065" [وصلة مكسورة] نسخة محفوظة 11 سبتمبر 2016 على موقع واي باك مشين.
2. ↑  "History" (Archive). Xi'an International School. Retrieved on April 27, 2015. [وصلة مكسورة] نسخة محفوظة 27 نوفمبر 2015 على موقع واي باك مشين.

- Xi'an International School